# Perry County (Pensylvánie)
Perry County je okres ve státě Pensylvánie v USA. Správním městem okresu je město New Bloomfield.
Okres byl vytvořen 22. března 1820 z části okresu Cumberland County (protože obyvatelé nechtěli dojíždět do sídelního města Carlisle přes pohoří) a byl pojmenován po válečném hrdinovi Oliveru Hazardovi Perrym.

## Sídla

### Boroughs
- Blain
- Bloomfield
- Duncannon
- Landisburg
- Liverpool
- Marysville
- Millerstown
- New Buffalo
- Newport

### Townships

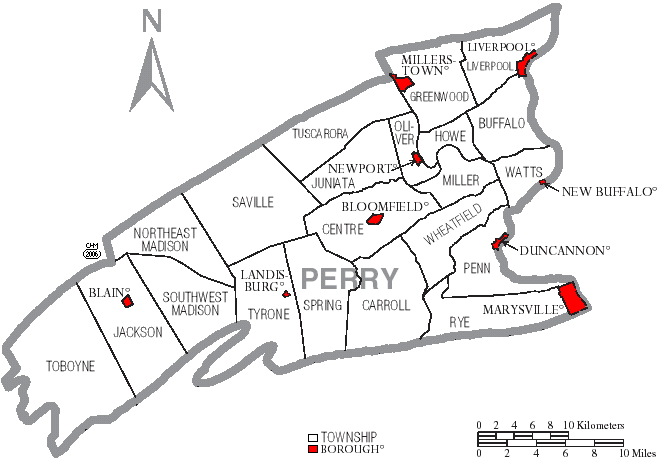
Sídla v okrese

- Buffalo Township
- Carroll Township
- Centre Township
- Greenwood Township
- Howe Township
- Jackson Township
- Juniata Township
- Liverpool Township
- Miller Township
- Northeast Madison Township
- Oliver Township
- Penn Township
- Rye Township
- Saville Township
- Southwest Madison Township
- Spring Township
- Toboyne Township
- Tuscarora Township
- Tyrone Township
- Watts Township
- Wheatfield Township

## Sousední okresy
| Růžice kompasu |                            | Juniata County    | Northumberland County | Růžice kompasu |
| Růžice kompasu |                            | Sever             | Dauphin County        | Růžice kompasu |
| Růžice kompasu | Perry County (Pensylvánie) |                   | Dauphin County        | Růžice kompasu |
| Růžice kompasu | Jih                        |                   | Dauphin County        | Růžice kompasu |
| Růžice kompasu | Franklin County            | Cumberland County |                       | Růžice kompasu |